# Z-38号驱逐舰
Z-38号（德語：Z 38）是纳粹德国海军于1940年代初建造的七艘1936A（动员）型驱逐舰之一。它自1940年4月15日开始在基尔的日耳曼尼亚船厂铺设龙骨，1941年8月15日下水，至1943年3月20日交付使用。该舰的防空武器根据“芭芭拉计划”而得到了大量改进。Z-38号一直跟随德国第4驱逐区舰队服役，运用生涯的大部分时间都在为特遣部队护航、巡逻、布雷和炮击地面部队。它首先于1943年被部署至波罗的海，继而移驻挪威附近的北极地区，1945年则再次回到波罗的海活动。
战后，幸存的德国军舰被盟军瓜分，Z-38号由英国接管，并更名为无双号（英語：Nonsuch）投入皇家海军服役，成为以此命名的第十一艘舰。它被用于广泛的机械试验，直到后来测试500（1,100英磅）的炸药威力时，被炸药击碎了龙骨并导致进水。由于受损严重，该舰无法重新浮起，英国海军部遂于1949年11月8日将其转售予阿诺特·杨公司拆解报废。

## 背景

### 战间期
第一次世界大战结束后，德国签署《凡尔赛条约》，对其所能拥有的军舰尺寸和排水量都进行了严格的限制。但在两次世界大战之间的战间期，几乎所有类别的盟军舰艇及其武器装备的平均尺寸都有大幅增加。由于条约的限制，德国认为自己的军舰无法与盟军海军抗衡，便开始无视条约。他们起初是暗中执行，后来在纳粹德国的元首希特勒于1935年3月发表讲话谴责条约后，便公开抵制。当时所有德国舰艇的排水量都被刻意标低，以使其官方尺寸符合条约规定。原本这些改动的目的是能够匹敌或超越法国和波兰的驱逐舰，但后来这些驱逐舰被要求必须与英国驱逐舰相抗衡，成为一个更难实现的目标。
由于德国造船厂的数量相对于英国和法国较少，当局便采取了过度武装驱逐舰的政策来弥补数量的不足，这使得它们的武器装备与法国和波兰的轻巡洋舰类似。此举也导致了一些负面的后果，例如速度变慢、负载过重。尽管德国重型驱逐舰在武器装备上与英国轻巡洋舰不相上下，但它们的适航性要差得多，火炮的操纵和使用设施性能差距也很大。

### Z计划
“Z计划”是一项始于1939年的纳粹德国海军重整军备计划，要求建造10艘战列舰、4艘航空母舰、12艘战列巡洋舰、3艘装甲舰、5艘重巡洋舰、44艘轻巡洋舰、68艘驱逐舰和249艘U艇。这些舰艇将列装入两支战斗舰队：一支是“本土舰队”，用来牵制英国在北海的战争舰队；另一支是“扫荡舰队”，用来打击英国的护航船队。希特勒向德国海军元帅埃里希·雷德尔保证，战争至少要到1945年才会爆发。雷德尔希望把完成Z计划的最后期限延长至1948年，但希特勒坚持只能到1945年，尽管后者私下里想在1942年就与英法联盟开战。第二次世界大战于1939年爆发，这意味着当时德国的重型舰艇中只有极少数能够完工。德国的主要海上对手是英国和法国。与德国参战时的舰艇数量（括号内）相比，他们拥有：22艘战列舰（2艘）、7艘航空母舰（1艘）、22艘重巡洋舰（4艘）、61艘轻巡洋舰（6艘）、255艘驱逐舰（34艘）以及135艘潜艇（57艘，其中仅不到一半能实际在大西洋或北海作战）。由于敌人拥有显著的优势，雷德尔指出德国海军不可能获胜，因此他们唯一的出路就是“英勇牺牲”。

### 驱逐舰职能
驱逐舰的职能是由其演变的过程来决定的：在19世纪70年代左右，那些无法直接威胁英国海军的国家开始投资鱼雷艇，这是一种小型而灵活的舰艇，通过鱼雷造成足够的伤害，可对敌方舰队构成战术威胁。至20世纪之交，英国和德国的鱼雷艇的规模不断扩大，以至于开创了一个单独的远洋鱼雷艇类别——“鱼雷艇驱逐舰”，或者简称为驱逐舰，其设计部分是为了对抗鱼雷艇本身。第一次世界大战的经验表明，驱逐舰很少与主力舰交战，但更多的是与其他驱逐舰和潜艇交战；正因如此，驱逐舰的部分重点开始转向护航和反潜运用。在战争期间，它们被用作“所有任务的仆人”，在某种程度上几乎能够履行每一项职责，而且与在战争期间鲜有离开母港的主力舰不同，它们可以参与多种行动。到战争结束时，驱逐舰被视为是最有用的舰种之一。
第二次世界大战期间，驱逐舰基本上发挥了它们在一战中的三个基本职能：充当护航舰以保护本国舰队免受敌方舰队的攻击、攻击敌方的护航舰以及保护己方的舰队免受潜艇的攻击。然而，人们越来越希望在驱逐舰上引入防空措施，尽管许多国家都难以有效地做到这一点。驱逐舰的实际使用方式也因国而异。德国没有使用驱逐舰来防御潜艇，因此缺乏强大的反潜武器。他们依靠的是一支庞大的拖网船队，这些渔船被征用并改装成布雷艇。英国驱逐舰是为了护航舰队而建，以保护后者免受敌机和潜艇的攻击。德国建造驱逐舰也是为了护航舰队，或者充当鱼雷艇。随着二战的进程，驱逐舰的职能开始变得更加多样化，出现了五种平行的演变：多用途驱逐舰（所有国家）、反潜驱逐舰（美国和英国）、防空驱逐舰（日本和英国）、小型驱逐舰（德国和意大利）以及超大型驱逐舰（法国）。

## 设计
1936A（动员）型驱逐舰较此前的1936A型略大，武器装备也更重。其水线长和全长分别为121.9米和127米，有12米的舷宽、6.6米的干舷以及最大4.62米吃水深度；舰只的设计排水量为2,657吨，满载时则可达3,691吨。它由两台瓦格纳齿轮传动蒸汽轮机提供动力，各负责驱动一副直径为3.30米的三叶螺旋桨。过热蒸汽则由六台瓦格纳水管锅炉供应，其运行压力为70標準大氣壓（7,093千帕斯卡），温度450℃。动力装置可输出70,000匹軸馬力（52,000千瓦特）的功率，使该舰的设计航速达到36節（67每小時）；并得益于最多825吨的燃料油贮量，它还能够以19節（35每小時）的速度的巡航2,950海里（5,460）。舰只的标准船员编制为11－15名军官和305－321名水兵；若担任区舰队旗舰，则可额外配备4名军官和19名水兵。
舰只的主炮为五门150毫米45倍径36式鱼雷艇炮，其中两门安装在前部的双联装炮塔上，另外三门安装在主舰艛后部配备炮挡的单装炮座上。该舰的防空武器则由安装在与后部烟囱并排的一对双联装炮座上的四门37毫米42式全自动高射炮和十门20毫米38式高射炮（分别安装在两个四联装和两个单装炮座中）组成。此外，Z-38号还在水上部分的两个四联装动力操纵式底座上装备有八具533毫米鱼雷发射管，每个底座均各配备一对可装填鱼雷。后甲板可安装四个深水炸弹发射器和水雷导轨，最大容量为60枚水雷。作为探测潜艇的工具，舰上也搭载有一套称为“群听装置”的被动式水听器，并可能安装有一套主动式声纳系统。在舰桥顶部还配备了FuMo-21型雷达，四台FuMB-4“萨摩斯”型雷达探测器天线则布置在前桅杆上的探照灯平台周围。艏楼周围布设有消磁线圈。
在根据“芭芭拉计划”改装后，Z-38号携带有十六门20毫米炮和六门37毫米炮作为防空武器，其余武器装备保持不变。

## 历史
Z-38号最初是作为1938B型驱逐舰于1939年6月26日从斯德丁的奥得船厂订购，但战争海军在同年9月19日取消了订单，改为1936A（动员）型驱逐舰向基尔的日耳曼尼亚重新订购，建造序列为628。它自1940年4月15日开始铺设龙骨，次年8月15日下水。由于战时人力和材料短缺，建造速度减慢，该舰直到1943年3月30日才在海军少校格弗里德·布鲁策的指挥下交付使用，同一天入列第4驱逐区舰队服役。
在1943年8月的战备训练期间，Z-38号曾充当被用作训练舰的轻巡洋舰纽伦堡号和埃姆登号的鱼雷回收艇。9月24日，它从萨斯尼茨驶往特雷勒堡，在“白鼬行动”中与驱逐舰Z-5“保罗·雅各比”号、Z-14“弗里德里希·伊恩”号、Z-15“埃里希·施泰因布林克”号和Z-27号一起为装甲舰吕措号提供护航。该舰于10月22日离开斯维讷明德移驻挪威北部的科菲尤尔。至12月25日晚的“东线行动”中，Z-38号连同第4区舰队的Z-29号、Z-30号、Z-33号和Z-34号加入海军少将埃里希·拜麾下的第一战斗集群（Kampfgruppe I），组成战列舰沙恩霍斯特号的护航屏障，意图拦截驶往苏联的英国JW-55B号护航船队。但为了增加拦截船队的几率，所有护航驱逐舰都在第二天分离，因此并未参加随后的北角海战，而是于27日返回阿尔塔峡湾。沙恩霍斯特号则在战斗中被包括战列舰约克公爵号在内的英国舰队击沉。
1944年，Z-38号受命守护驻泊在挪威北部的战列舰提尔皮茨号战列舰，直到10月。期间它曾于5月30日至31日伙同Z-29号、Z-33号和Z-34号在熊岛和北角之间组成巡逻线；6月30日至7月1日在得到Z-31号的驰援后共同向熊岛出击；7月31日又与第4区舰队余部一起跟随提尔皮茨号从阿尔塔峡湾驶入北冰洋进行操练。之后，Z-38号与四艘僚舰在希尔克内斯至北角沿岸支援第19山地集团军，该军自10月7日以来便在苏军发动的佩察莫-希尔克内斯攻势下节节败退。从10月23日至31日，第4区舰队每日都负责撤退和清除掩护，从瓦尔德和洪宁斯沃格撤离德军，并在塔纳峡湾充当哨舰。11月6日至18日，Z-38号还在“北极光行动”中为冰洋战线塔纳段的清空以及第20山地集团军逐步撤退至灵恩提供侧翼保护。
1945年1月22日，Z-38号与姊妹舰Z-31号和Z-38号一起在马格尔岛、拉峡湾和布赖海峡等地布设了雷区。这三艘舰于1月25日从特罗姆瑟启程移驻波罗的海。三天后，它们在松恩峡湾附近遭到一支英国分舰队拦截，其中包括轻巡洋舰王冠号和毛里求斯号。在由此引发的1月28日行动中，Z-38号的一座烟囱被击中后着火，炸裂了一根锅炉管。它随即脱离交战，和Z-34号一起向基尔驶去。到达基尔后，该舰又接载了约200名海岸炮兵，并将他们送往戈滕哈芬。Z-38号于2月主要在波罗的海从事护航任务，包括16至20日与Z-34号、鱼雷艇T-5号和T-6号一同护送远洋客轮汉堡号前往萨斯尼茨，以及22日护送德国号驶向同一地点。2月18日和19日，Z38号又与装甲舰舍尔将军号、驱逐舰Z-43号、鱼雷艇T-28号和T-35号一起炮击了苏联第39集团军在萨姆兰南岸齐默布德和格罗斯海德克鲁格附近的阵地。2月23日，它与Z-43号和T-28号再次炮击这些地点。在此期间，Z-38号和T-28号一度在柯尼斯堡和菲施豪森之间被冰封，需要由拖船解救。
从3月4日至6日，Z-38号炮击了苏军装甲部队在沃林岛附近的阵地，然后将难民从皮劳接到戈滕哈芬。3月7日，它与Z-35号和T-28号护送客轮比勒陀利亚号前往哥本哈根。返回戈滕哈芬后，该舰又于3月13日炮击了格罗森多夫。在3月余下的时间里，Z-38号是受纳粹德国陆军调遣，而非海军。它于4月4日在一次空袭中损坏了上甲板，但仍参与了次日从奥克斯赫夫特角撤离军民的“瓦尔普吉斯之夜行动”。4月9日，该舰又从但泽湾护送吕措号和重巡洋舰欧根亲王号前往斯维讷明德。从4月28日到5月4日，Z-38号还协助守卫了奥得河的济夫纳水道。
5月3日，Z-38号和Z-39号一起护送在格赖夫斯瓦尔德岛附近触雷的战列舰西里西亚号返回斯维讷明德，继而于4日从斯维讷明德接载难民前往哥本哈根。途中，它还与T-33号共同营救了在空袭中严重受损的训练舰赫克托号的船员。5月7日，Z-38号返回斯维讷明德，并将更多的难民运送到哥本哈根。5月8日，它再连同当德军在西北德和丹麦投降时仍身处领海之外的舰艇一起，载着约20,000名官兵和平民从黑拉出发，于5月9日送达格吕克斯堡。同一天，该舰还把其作战日志送到弗伦斯堡峡湾附近的舰长家中，随即于5月10日抵达基尔并退役。战后，Z-38号由德国和英国混编船员带到威廉港进行大修以保持其适航性，然后于7月6日送往英国的朴茨茅斯，作为一艘试验船使用。其德籍船员则一直留在舰上直到1946年9月22日。
在英国服役期间，Z-38号被重新命名为“无双号”，成为以此命名的第十一艘舰，并用于测试目的。它最初获赋予的舷号是R40，但后来改为D107。抵达英国后，该舰先是在克莱德湾进行了各种试验和评估，然后被搁置在波特切斯特小湾。1946年10月，英国皇家海军决定将无双号用作广泛的机械试验，同时充当罗塞斯总司令麾下的空中靶舰。1947年1月，它得到了满编的船员配备，并预期于同年6月投入运用，以接替弗尼号的空中靶舰职责。至1948年10月中旬，无双号在完成既定的试验任务后移交预备役舰队。继12月在向英国造船商展示了辅助机械设施并拆除了部分设备后，英国海军部决定将其报废。然而该舰却于1949年3月取代了金伯利号被用于舰船靶向测试。做出这一决定后，无双号被解除了武装，然后被拖到斯特里文湖。1949年10月，它在那里装入500（1,100英磅）炸药并引爆。爆炸激起了250英尺（76）高的水柱，并在引爆后大约1.6秒便击碎了龙骨。该舰的第二锅炉舱几乎立即被水淹没，另外两个锅炉舱也逐渐被水填满。无双号随即搁滩，经检查显示损毁过于严重，无法重新浮起，于是当局决定当它还在搁滩的时候直接移交拆船商。
1949年11月8日，无双号被售予阿诺特·杨公司（Arnott Young & Co Ltd）报废。到1950年8月，拆船商移除了舰体受损的部分，并将其后端重新浮起。后端被带到达尔缪尔的拆船场地接受了进一步检查，惟前端在搁滩时便已拆解。

## 脚注
1. 1 2  Whitley 1988，第56頁.
2. ↑  Mawdsley，第8頁.
3. ↑  Whitley 1988，第56–57頁.
4. ↑  Whitley 1988，第57頁.
5. ↑  Miller，第33頁.
6. 1 2  Tucker，第xxvii頁.
7. ↑  Tooze，第289頁.
8. ↑  Miller，第34頁.
9. ↑  Whitley 1988，第1–12頁.
10. ↑  Whitley 1988，第12頁.
11. ↑  Whitley 1988，第13頁.
12. ↑  Koop & Schmolke，第42–42頁.
13. ↑  Lenton，第75頁.
14. ↑  Showell，第165頁.
15. ↑  Koop & Schmolke，第26頁.
16. 1 2  Gröner，第79頁.
17. 1 2 3  Koop & Schmolke，第117頁.
18. ↑  Whitley 1991，第68, 71–72, 201頁.
19. ↑  Koop & Schmolke，第40頁.
20. ↑  Koop & Schmolke，第33頁.
21. ↑  Whitley 1991，第75頁.
22. ↑  Koop & Schmolke，第34頁.
23. ↑  Koop & Schmolke，第24–25頁.
24. ↑  Koop & Schmolke，第24, 116頁.
25. 1 2 3  Rohwer，第293頁.
26. ↑  Rohwer，第277頁.
27. 1 2  Whitley 1991，第172頁.
28. ↑  Garzke & Dulin，第170頁.
29. ↑  Rohwer，第328頁.
30. ↑  Rohwer，第339頁.
31. ↑  Rohwer，第345頁.
32. ↑  Rohwer，第365頁.
33. ↑  Koop & Schmolke，第110頁.
34. ↑  Rohwer，第372頁.
35. ↑  Rohwer，第388頁.
36. ↑  Koop & Schmolke，第117–118頁.
37. ↑  Rohwer，第387頁.
38. 1 2 3 4  Koop & Schmolke，第119頁.
39. ↑  Rohwer，第395頁.
40. 1 2  Rohwer，第414頁.
41. 1 2  Koop & Schmolke，第118頁.
42. 1 2  Whitley 1991，第193–194頁.
43. 1 2  Whitley 1991，第207頁.
44. ↑  Whitley 1991，第194頁.